# Campeonato Italiano de Rugby 1955-56
El Campeonato de Rugby de Italia de 1955-56 fue la vigésimo sexta edición de la primera división del rugby de Italia.

## Sistema de disputa
El torneo se disputó en formato liga en donde cada equipo enfrentaba a cada uno de sus rivales en condición de local y de visitante.
El equipo que al finalizar el campeonato se ubique en la primera posición se corona campeón del torneo.

## Desarrollo
- Tabla de posiciones:[1]

| Pos. | Equipo            | Encuentros | Encuentros | Encuentros | Encuentros | Tantos | Tantos | Tantos | Puntos |
| Pos. | Equipo            | PJ         | PG         | PE         | PP         | F      | C      | Dif    | Puntos |
| ---- | ----------------- | ---------- | ---------- | ---------- | ---------- | ------ | ------ | ------ | ------ |
| 1.º  | Treviso           | 18         | 12         | 3          | 3          | 144    | 81     | +63    | 27     |
| 2.º  | Rugby Parma       | 18         | 12         | 1          | 5          | 158    | 73     | +85    | 25     |
| 3.º  | Petrarca Padova   | 18         | 11         | 2          | 5          | 130    | 78     | +52    | 24     |
| 4.º  | A.S. Roma         | 18         | 9          | 3          | 6          | 100    | 75     | +25    | 21     |
| 5.º  | L'Aquila Rugby    | 18         | 8          | 4          | 6          | 84     | 77     | +7     | 20     |
| 6.º  | A.S. Rugby Milano | 18         | 7          | 3          | 8          | 114    | 93     | +21    | 18     |
| 7.º  | Rovigo            | 18         | 8          | 2          | 8          | 126    | 112    | +14    | 16     |
| 8.º  | Rugby Rho         | 18         | 3          | 5          | 10         | 76     | 167    | -91    | 11     |
| 9.º  | Amatori Milano    | 18         | 2          | 6          | 10         | 77     | 158    | -81    | 10     |
| 10.º | Rugby Roma        | 18         | 2          | 3          | 13         | 93     | 188    | -95    | 7      |

|  | Campeón. |

| Bandera de Italia |
| Campeón Treviso   |
| Primer título     |